# 巴佳鱨
巴佳鱨，為輻鰭魚綱鯰形目鱨科的其中一種，為熱帶淡水魚類，分布於非洲尼羅河、乍得湖、塞內加爾河、尼日河流域，本魚體延長，頭扁且平滑，體黃綠色，腹部白色，魚鰭深色，稚魚體側有斑點，體長一般50公分，最大可達125公分，背鰭硬棘1枚，背鰭軟條8-12枚，臀鰭軟條13-15枚，棲息在溪流、湖泊及沼澤底層水域，平常躲藏於岩石縫隙中，以其他魚類為食，繁殖期在每年4月至7月，親魚會築巢守護卵，為當地重要的食用魚。